# パーマパビリオン
「パーマパビリオン」は、星井七瀬の6枚目のシングル。2005年12月14日にavex traxから発売された。

## 概要
代官山の近くにある美容室に立ち寄ってみたらアフロヘアーにされてしまったという内容の歌詞。いわゆるコミックソング。
曲中にラップがあり、星井最大のヒット曲『恋愛15シミュレーション』の流れを汲んだ曲といえる。

## 収録曲
全作詞・作曲：SJR
1. パーマパビリオン (4:00)
2. 金星黒ヒョウO型 (4:09)
3. パーマパビリオン（instrumental）
4. 金星黒ヒョウO型（instrumental）